# Igaponera curiosa
Igaponera curiosa (лат.) — вид муравьёв, единственный в составе рода Igaponera из подсемейства понерины (Ponerinae). Встречаются в Южной Америке (Бразилия).

## Этимология
Видовое название I. curiosa происходит от латинского curiosus, что означает необычный или странный и указывает на незначительную связь этого вида с остальными представителями рода Pachycondyla, в составе которого он был первоначально описан. Название рода Igaponera происходит от бразильского названия затопленных чёрными водами болотных лесов в районе Амазонки, Игапо. Суффикс «-ponera» происходит от греческого слова «poneros» (πονηρά), означающего «жалкий», «злой», «бесполезный». Он обычно используется в родовых эпитетах подсемейства Ponerinae.

## Описание
Среднего размера муравьи тёмного цвета (чёрного и буровато-чёрного). Длина матки 7,5 мм (рабочие и самцы неизвестны). От близких видов отличается следующими признаками: ребристая скульптура на голове, мезосоме и петиоле; короткие крепкие треугольные мандибулы с тупой вершиной; относительно большие глаза, расположенные на середине длины по бокам головы; отсутствие стридулитрума на претергите IV сегмента брюшка; и наличие отчетливой, но относительно небольшой аролии. Предполагаемые апоморфии рода Igaponera: кутикулярный фланец, скрывающий отверстие метаплевральной железы; вертикально стоящий гипостомальный зубец с утопленным основанием; толстая мандибулярная форма с тупой вершиной; отсутствие толстых шиповидных щетинок на мезо- и метабиальных вершинах. Усики у самок 12-члениковые. Жвалы самок с 10 зубцами. Нижнечелюстные щупики 4-члениковые, нижнегубные щупики состоят из 4 сегментов. Стебелёк между грудкой и брюшком состоит из одного сегмента (петиоль).

## Систематика
Вид был впервые описан в 2010 году под названием Pachycondyla curiosa Mackay & Mackay, 2010 по единственной матке из Бразилии, а в 2022 году выделен в отдельный род Igaponera. Филогенетические результаты, основанные на морфологии, позволяют предположить, что Neoponera и Pachycondyla являются наиболее близкими линии к Igaponera, который показывает промежуточные характеристики по сравнению с этими родами. Внешне своими морщинками (костулами) он скорее похож на представителей рода Gnamptogenys. Фронтальные кили сужены, как у других Pachycondyla и Neoponera, а не широко расставлены, как у Gnamptogenys. Мандибулы I. curiosa типичны для Pachycondyla и Neoponera и не сужены и не удлинены, как у многих видов Gnamptogenys. Аролиум развит у Igaponera, но он отсутствует у Pachycondyla, стридулитрум у Igaponera отсутствует, также как Pachycondyla, но он есть у Neoponera. Род по-видимому, древесный, известный только из сезонно затопляемого леса  Игапо недалеко от Манауса, штат Амазонас (Бразилия). Несмотря на то, что место сбора часто посещают исследователи, за более чем 40 лет до исследования 2022 года не было собрано ни одного другого экземпляра этого рода.